# In Godsnaam
In Godsnaam is een Vlaams televisieprogramma, dat wordt uitgezonden op Eén en VIER. In het programma zoekt Annemie Struyf contact met verschillende wereldgodsdiensten. Vanaf 17 september 2012 verscheen een tweede reeks op VIER.
Het programma gaat over mensen die een radicale verandering in het leven nemen. Het antwoord krijgt ze in kloosters en abdijen, moskeeën en synagogen, tempels en ashrams.
Struyf leeft steeds een paar weken mee met de mensen van een bepaald geloof, en doet ook alles wat zij doen.

## Afleveringen

### Seizoen 1
Het eerste seizoen werd uitgezonden van 25 januari 2010 tot 22 maart 2010 op één.
| Nr | Eerste uitzending | Godsdienst                                  | Kijkcijfers |
| -- | ----------------- | ------------------------------------------- | ----------- |
| 1  | 25 januari 2010   | Islam                                       | 1.049.950   |
| 2  | 1 februari 2010   | (Zen)boeddhisme                             | 1.128.044   |
| 3  | 8 februari 2010   | Hindoeïsme                                  | 1.013.254   |
| 4  | 15 februari 2010  | Christendom-deel 1                          | 1.337.286   |
| 5  | 22 februari 2010  | Christendom-deel 2                          | 1.267.577   |
| 6  | 1 maart 2010      | Hare Krishna-beweging                       | 1.105.000   |
| 7  | 8 maart 2010      | Jodendom                                    | 1.019.122   |
| 8  | 15 maart 2010     | Tibetaans boeddhisme - Yeunten Ling in Hoei | 971.000     |
| 9  | 22 maart 2010     | Islam in Senegal                            | 1.019.915   |

#### Seizoen 2: De Laatste Missiezusters
Het tweede seizoen werd uitgezonden van 17 september 2012 tot 5 november 2012 op VIER.
| Nr | Eerste uitzending | Kijkcijfers |
| -- | ----------------- | ----------- |
| 1  | 17 september 2012 | 376.583     |
| 2  | 24 september 2012 | 359.065     |
| 3  | 1 oktober 2012    | 267.675     |
| 4  | 8 oktober 2012    | 275.764     |
| 5  | 15 oktober 2012   | 294.467     |
| 6  | 22 oktober 2012   | 235.348     |
| 7  | 29 oktober 2012   | 304.865     |
| 8  | 5 november 2012   | 291.981     |